# جيوفاني سانتي

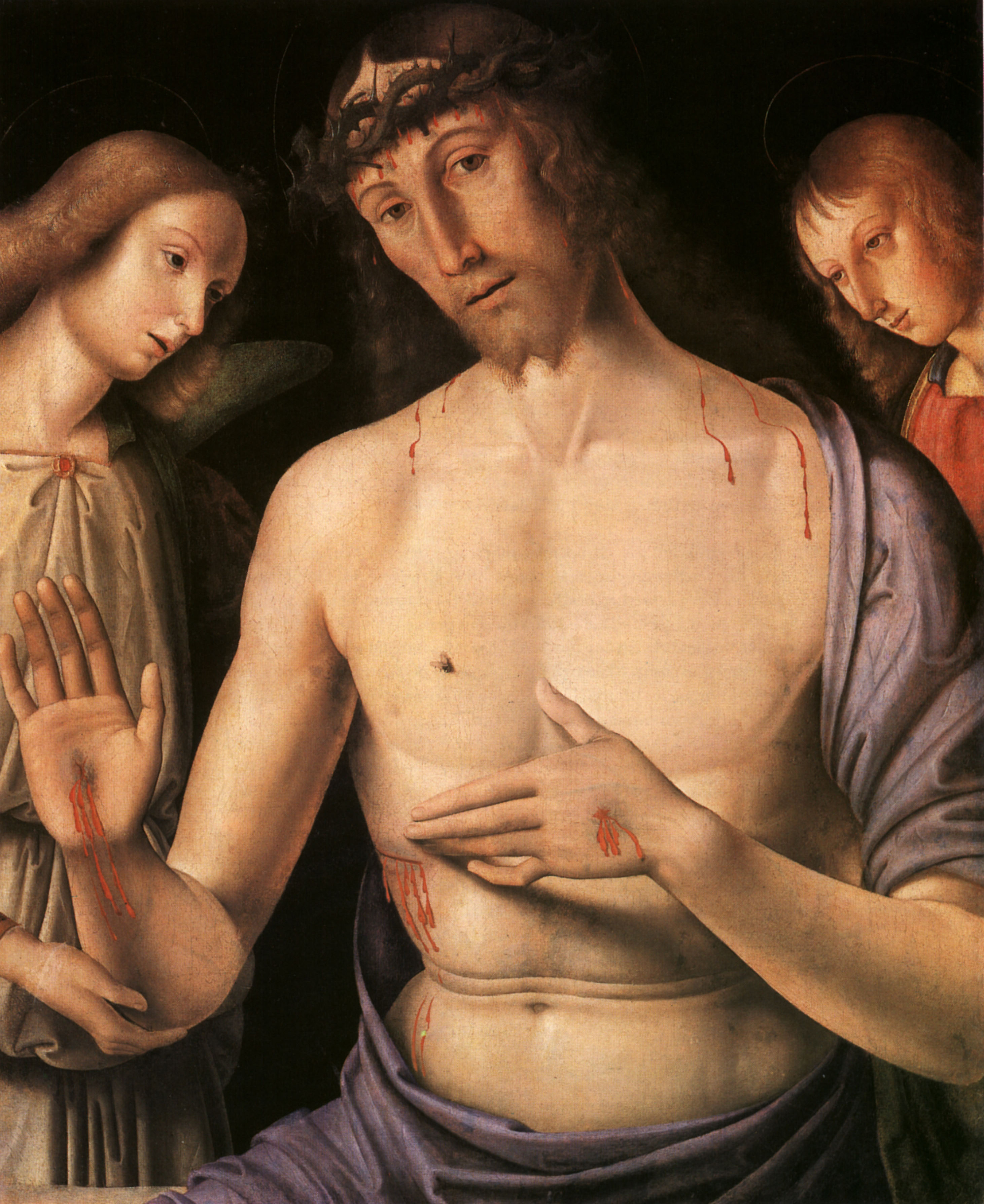
المسيح يدعمه ملاكان، ق. 1490 (متحف الفنون الجميلة، بودابست)

جيوفاني سانتي (حوالي 1435 - 1 أغسطس 1494) كان رسامًا ومصمم ديكور إيطاليًا، واشتهر بكونه والد الفنان رافائيل سانزيو. وُلد في كولبوردولو، التي كانت جزءًا من دوقية أوربينو آنذاك. تلقى تعليمه الفني على يد بييرو ديلا فرانشيسك، كما تأثر بأسلوب فيورينزو دي لورينزو. عمل رسامًا في بلاط دوق أوربينو، حيث أنجز العديد من اللوحات الجدارية وغيرها من الأعمال الفنية. توفي في أوربينو عام 1494.

## الحياة والرسم
وُلد عام 1435 في كولبوردولو، دوقية أوربينو، لوالديه سانتي دي بيروتزولو وإليزابيتا دي ماتيو. بدأ حياته كتاجر صغير قبل أن يتجه إلى دراسة الفن تحت إشراف بييرو ديلا فرانشيسكا. تأثر بأسلوب فيورينزو دي لورينزو، كما يُعتقد أنه كان مساعدًا وصديقًا لميلوزو دا فورلي.
شغل سانتي منصب رسام البلاط لدى دوق أوربينو، فيديريكو دا مونتيفيلترو، حيث أبدع العديد من اللوحات الجدارية. من بين أعماله، توجد لوحتان في متحف برلين، ولوحة للسيدة العذراء في كنيسة سان فرانسيسكو بأوربينو، وأخرى في كنيسة سانتا كروتشي في فانو. كما تُعرض بعض أعماله في المعرض الوطني بلندن، ومعرض أوربينو، ومتحف بريرا في ميلانو، ومتحف الفنون الجميلة في بودابست، إلى جانب لوحة القديس جيروم في لاتيران.
تمتعت بلاط أوربينو بسمعة مرموقة أسسها فيديريكو دا مونتيفيلترو. وعلى الرغم من أن تركيز بلاط فيديريكو كان أدبيًا أكثر منه فنيًا، إلا أن سانتي كان شاعرًا إلى جانب كونه رسامًا، حيث كتب سجلًا شعريًا عن حياة فيديريكو، كما ألف النصوص وصمم الديكورات للعروض المسرحية التي كانت تُقام بأسلوب مشابه للمواكب الاحتفالية. يظهر في قصيدته الموجهة إلى فيديريكو اهتمامه الواضح بأحدث فناني شمال إيطاليا وكذلك الفنانين الفلمنكيين الأوائل. ونظرًا لصغر حجم بلاط أوربينو، فمن المحتمل أنه كان أكثر اندماجًا في الدائرة المقربة للعائلة الحاكمة مقارنة بمعظم رسامي البلاط الآخرين.
تولى غيدوبالدو دا مونتيفيلترو الحكم بعد وفاة والده فيديريكو عام 1482، وتزوج من إليزابيتا غونزاغا. استمر البلاط في عهدهما كمركز للثقافة الأدبية. وفي عام 1483، وُلد ابن سانتي، رافائيل.  توفي سانتي في أوربينو عام 1494.

## الشعر وقائمة الرسامين في القرن الخامس عشر
تضم قصائده ملحمة تكريماً لأحد رعاته، فيديريكو دا مونتيفيلترو، تليها مناقشة حول الفن التشكيلي. الحدث يُخلد ذكرى زيارة إلى مانتوا، حيث أبدى الدوق إعجابه بمهارة أندريا مانتينا، ثم يتابع قائلاً: "في هذا الفن الرائع والرفيع/ اشتهر الكثيرون في قرننا/ حتى جعلوا الآخرين يبدون بلا نصيب".
ثم يواصل سانتي سرد الأسماء الشهيرة في الرسم، كما يعرفها، مما يشكل قائمة موجزة ولكنها ملحوظة تضم 27 رسامًا بارزًا من إيطاليا وفلاندرز في أواخر القرن الخامس عشر. هذه القائمة، التي قدمها أحد الرسامين، أعيد إنتاجها دون أي ترتيب محدد، مما يعكس التنوع والثراء الفني في تلك الفترة. ومن بين الأسماء التي ذكرها سانتي، يمكن أن نجد فنانون مثل أندريا مانتينا، ليوناردو دافنشي، ساندرو بوتيتشيلي، ودومينيكو غيرلاندايو من إيطاليا، بالإضافة إلى فناني فلاندرز مثل يان فان إيك وهوجو فان دير غوس. هذه القائمة تبرز المكانة المرموقة التي كان يتمتع بها الفنانون في ذلك العصر، وتُظهر تقدير سانتي لإنجازاتهم الفنية.
- فرا أنجيليكو
- دومينيكو جيرلاندايو
- بييرو وأنطونيو ديل بولايولو
- ساندرو بوتيتشيلي
- ليوناردو دا فينشي
- الفلبينية ليبي
- بييترو بيروجينو
- لوكا سينيوريلي
- جنتيلي بيليني
- جيوفاني بيليني
- أندريا مانتيجنا
- أندريا ديل كاستانيو
- كوزيمو تورا
- بييرو ديلا فرانشيسكا
- إركول دي روبيرتي
- فرانشيسكو دي بيسيلو أو بيسيلينو
- ماساتشو
- باولو أوشيلو
- بيسانيلو
- دومينيكو فينيزيانو
- ميلوزو دا فورلي
- جنتيلي دا فابريانو
- أنطونيلو دا ميسينا
- يان فان ايك
- روجير فان دير وايدن

## قراءة إضافية
- شمارسو ، جيوفاني سانتي (برلين، 1887)
- الشعر والقائمة المستمدة من الرسم والخبرة في إيطاليا في القرن الخامس عشر . مايكل باكساندال . مطبعة جامعة أكسفورد 1980.

## روابط خارجية
- جيوفاني سانتي في معرض بانوبتيكون الافتراضي للفنون
- استوديو جوبيو وحفظه، المجلدان 1 و2 ، من مكتبات متحف متروبوليتان للفنون (متوفر بالكامل عبر الإنترنت بتنسيق PDF)، والذي يحتوي على مواد عن جيوفاني سانتي (انظر الفهرس)